# Amiante-ciment
L’amiante-ciment, ou ciment-amiante ou encore fibrociment à l'amiante, est un matériau constitué d'un complexe de fibres d'amiante dispersées dans un liant hydraulique qui est du ciment. Il a servi à produire des plaques, dalles, murs anti-bruit (au Canada), tôles ondulées de bardage et couverture, tuiles, tuyaux servant au drainage pluvial ou d'aqueduc, tuyaux d'évacuation de conduits de cheminées, évents, etc.
Les producteurs ont d'abord affirmé qu'il s'agissait d'un produit très stable et sans risque, ce qui ne s'est pas avéré. Par exemple, les tuyaux de cheminées, dont le ciment se dégrade sous l'effet des vapeurs acides, libèrent des fibres d'amiante, de même pour les tuyaux d'adduction d'eau, notamment quand l'eau est naturellement acide.
Par rapport à plusieurs matériaux alternatifs, le poids des tuyaux d'amiante-ciment  rend leur transport onéreux ainsi que leur installation (tuyaux de 23 mm et plus).
Les deux principaux producteurs français étaient le groupe Eternit et Saint-Gobain.

## Réglementation
Ce produit est interdit en France et dans divers pays depuis 1996 à la suite du scandale de l'amiante, après que de nombreux pays ont toléré certains usages (exemples : plaquettes de freins, certains joints). L'Europe a finalement interdit, le 1er janvier 2005, toute utilisation, consommation et commercialisation de l'amiante (sous toutes ses formes, y compris le fibrociment), mais le Québec continue, à la suite d'un accord passé avec les producteurs canadiens d'amiante, d'en promouvoir un usage sécurisé, dont en grosse plomberie .

## Fabrication
L'amiante-ciment a été coulé en plaques, pseudo-ardoises, plaques ondulées, puis laminé ou moulé ou formé en tuyaux ou cuves. 
Actuellement là où leur fabrication est encore autorisée (Canada par exemple), le tuyau en amiante-ciment est produit par laminage sur une broche métallique d'une « feuille » de pâte humide composée d'un mélange de ciment et de plus de 10 % de fibre d'amiante chrysotile. Des rouleaux viennent ensuite comprimer cette feuille sur la broche où elle est enroulée (à une vitesse contrôlée) pour obtenir l'épaisseur voulue. Le tuyau est ensuite précuit et « mûri jusqu'à l'hydratation complète du ciment ». Le fibrage du ciment évite d'avoir à y intégrer un treillis d'armature en métal et permet (à résistance égale) de produire un tuyau plus léger, aux parois plus fines (130 % plus léger[Information douteuse] que son équivalent en fonte). En sortie de fabrication l'intérieur du tuyau est très lisse. Ces tuyaux sont incombustibles (ce qui a encouragé leur usage comme conduits d'évacuation de cheminées et chaudières) et selon les fabricants ils résistent « à l'humidité, à la vermine, à la putréfaction, à la chaleur, aux rayons ultra-violets, à l'électrolyse, aux courants galvaniques, aux alcalis et aux eaux peu ou modérément agressives » et ne conduisent pas l’électricité et propagent moins le bruit d'écoulements que d'autres types de tuyaux.

## Usages en tuyauteries et problèmes posés
L'amiante a été largement utilisé pour produire des tuyaux de cheminées, des conduites d'aération, des conduites (souterraines ou aériennes) d'adduction d'eau, de refoulement ou d'évacuation (chutes, descentes pluviales, tuyaux d'évacuation et de ventilation). Peu à peu des normes ont encadré ces usages puis les activités d'entretien, de transport et destruction ou stockage d'éléments amiantés. 
Dans la plupart des pays ces usages sont maintenant interdits, mais des millions de tonnes de déchets en amiante-ciment sont encore à gérer dans le monde.
L'essentiel du réseau actuel de distribution d'eau a été posé durant les trois derniers quarts du XXe siècle ; au sein de ce réseau, des centaines de milliers de kilomètres de conduites en amiante-ciment ont été utilisées, à grande échelle en Amérique du Nord, en Europe et en Australie des années 1920 au début des années 1980, notamment pour l'adduction d'eau car leur diffusion commerciale s'est faite au moment où l'adduction d'eau gagnait les campagnes des pays riches et les grandes villes des pays en développement. 
Durant leur période coloniale, certains pays développés ont également promu l'usage de canalisations en amiante-ciment dans leurs colonies. Ainsi plusieurs kilomètres de conduites de diamètre 80 à 300 ont été posées à Blida au sud-ouest d'Alger en Algérie en zone de « forte sismicité ». 

Dans les années 2010, elles constituent dans le monde encore une part importante des réseaux de distribution d'eau de nombreuses villes et on a constaté dès les années 1980 qu'elles vieillissaient plus mal que prévu, avec un risque de bris et de contamination de l'eau potable par des fibres d'amiante qui varie selon le type de sol, la qualité de l'eau, le climat et les pratiques de pose, de maintenance et de branchement.
Une étude sur la fréquence des bris de conduites avec le temps et l'accroissement des diamètres a montré en 1985 que « pour des diamètres de plus en plus grands, le taux de rupture des tuyaux de fonte décroît » ce qui n'est pas le cas pour l'amiante-ciment. Et si l'on considère les types de rupture de tuyaux faits d'amiante-ciment ou de fonte, on constate que le taux global de bris augmente avec le temps dans les deux cas, mais pour des causes qui diffèrent : 
- Les bris des joints augmentent pour les tuyaux en fonte (quand ils comportent des joints boulonnés ou universels[8] ;
- les fissures sur la circonférence sont plus importantes pour les conduites en amiante-ciment[8]. Quand l'eau est agressive, la surface intérieure du tuyau se dégrade et libère de l'amiante dans l'eau et peut accueillir des biofilms indésirables.

Selon une étude faite en 2007 au Canada, les facteurs de risques de défaillance de ces conduites sont par ordre d'importance : leur âge (l'amiante-ciment vieillit moins bien par exemple que les conduites de fonte), le diamètre du tuyau, le climat, la nature plus ou moins argileuse du sol (source de contraintes physiques avec le phénomènes de retrait-gonflement des argiles) et les méthodes de construction/maintenance ; Dans les régions froides ou tempérées le climat et les conditions de sol argileux semblent être les deux facteurs critiques.
Les attaques chimiques de l'eau (plus ou moins corrosive et éventuellement chaude et/ou sous-pression,,) sont une cause de dégradation de l'intérieur de la conduite, alors que l'agressivité éventuelle de l'eau interstitielle du sol peut aussi dégrader l'intégrité structurale des conduites d'eau.
En zone sismique, un risque accru de fissure et de rupture existe.
Le démantèlement/remplacement ou l'entretien de canalisations en amiante-ciment devrait être mieux planifié et ils peuvent faire l'objet de contrôles administratifs (ex. : en France en 2006, 200 chantiers d'interventions sur canalisations ont fait l'objet de contrôle de l'État, généralement effectués par des agents de l’inspection du travail et des services de prévention des caisses de sécurité sociale (CRAM et CGSS) (contre 92 contrôles du même type en 2005) ; Pour les contrôles-amiante en général, cette même année 2006 le Nord-Pas-de-Calais a été la région la plus contrôlée (133 contrôles). Au niveau national 76 % des contrôles ont révélé des anomalies « donnant lieu (en 2006) à 68 procès-verbaux, 86 arrêts de chantiers, 4 mises en demeure, 8 injonctions et 521 observations écrites ou orales » ; Concernant les conduites contenant de l'amiante, en 2006 lors des inspections, le choix des équipements de protection respiratoire était adapté dans 93 % des cas ; dans 8 % des cas les inspecteurs ont fait arrêter le chantier (remarque : une visite de « contrôle » peut regrouper les inspections de plusieurs chantiers).

## Risques et dangers

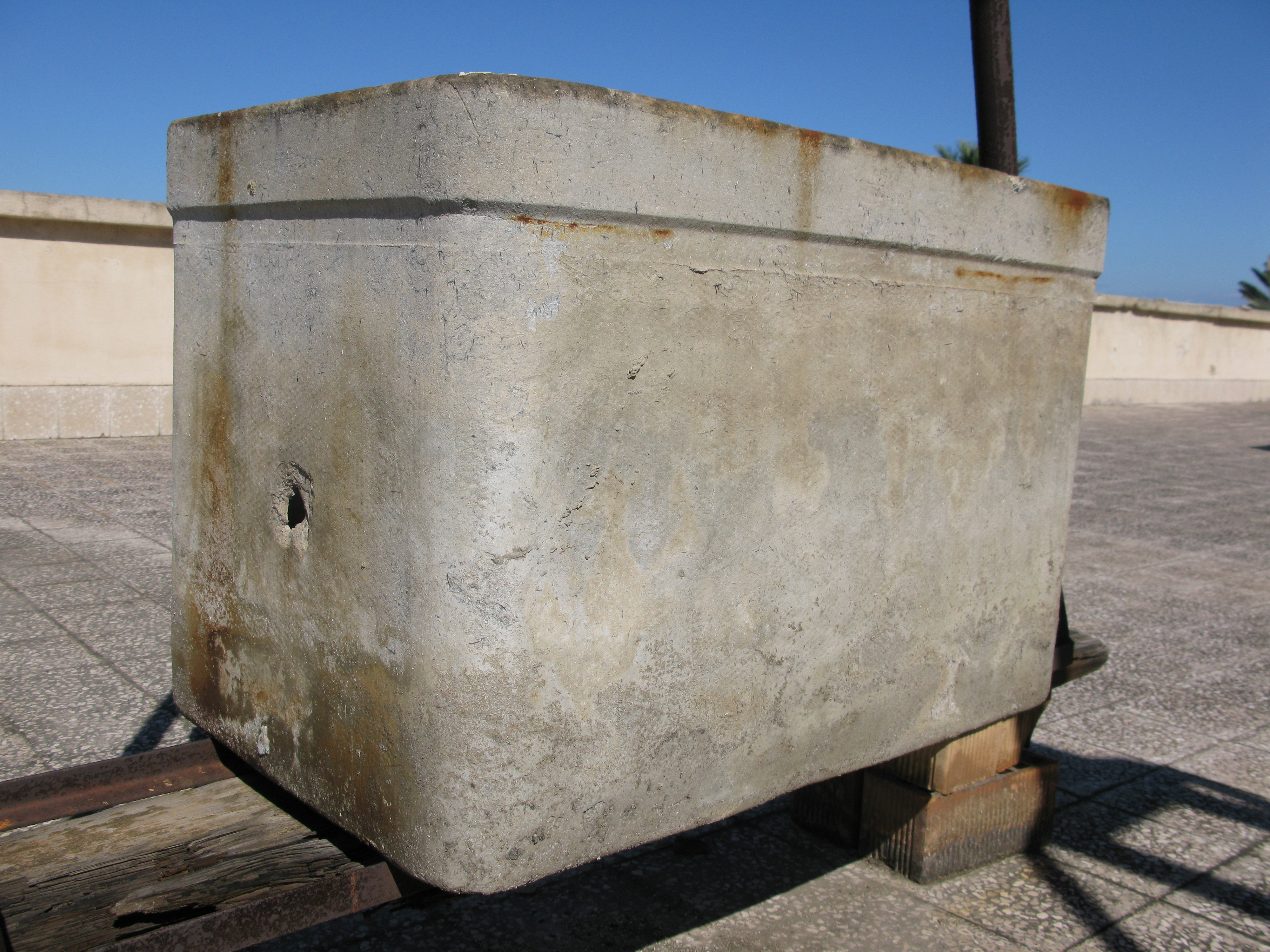
Vieux réservoir en amiante-ciment (Eternit)

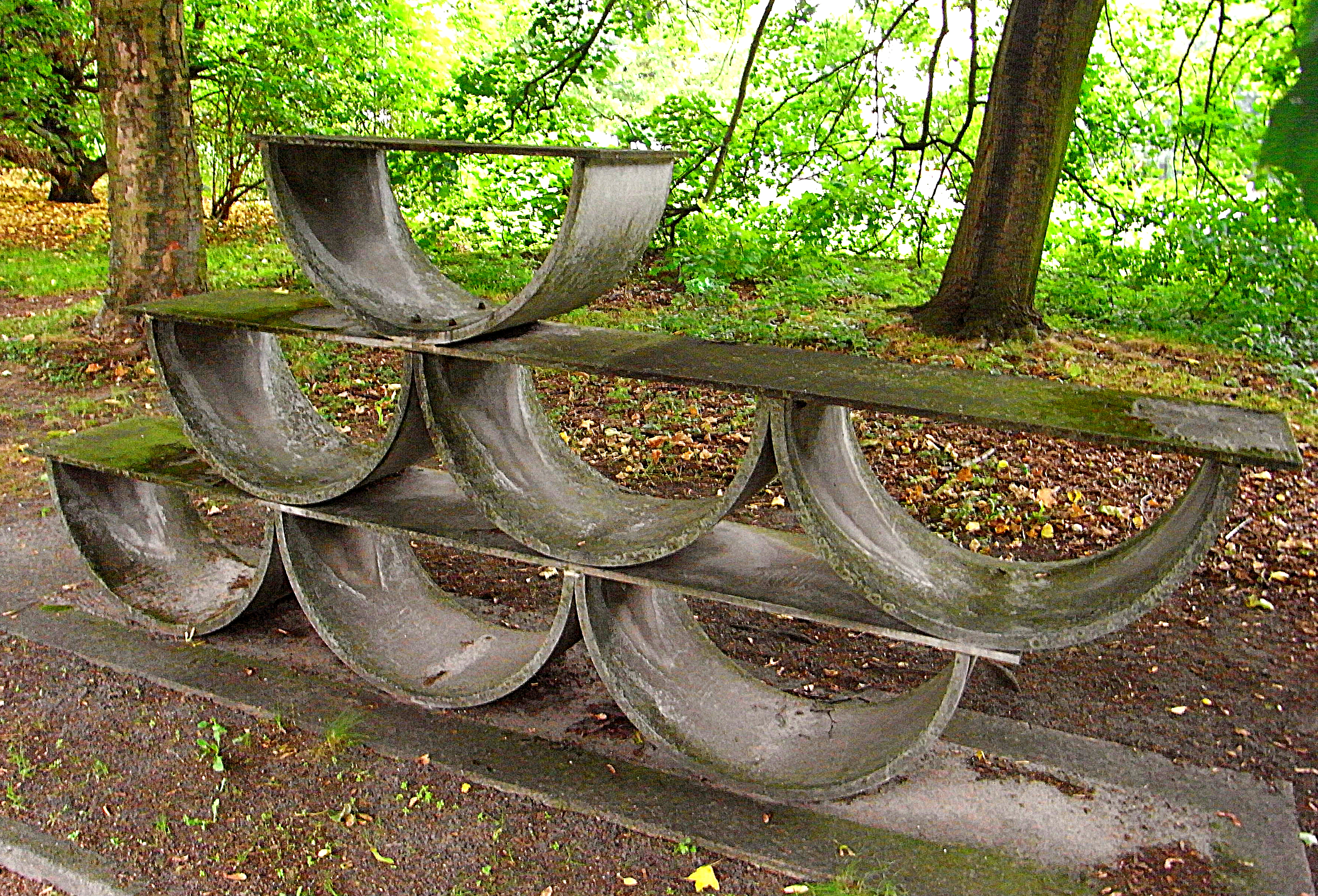
Sculpture/banc réalisé en plaques d'éternit et sections de tuyau en amiante-ciment.

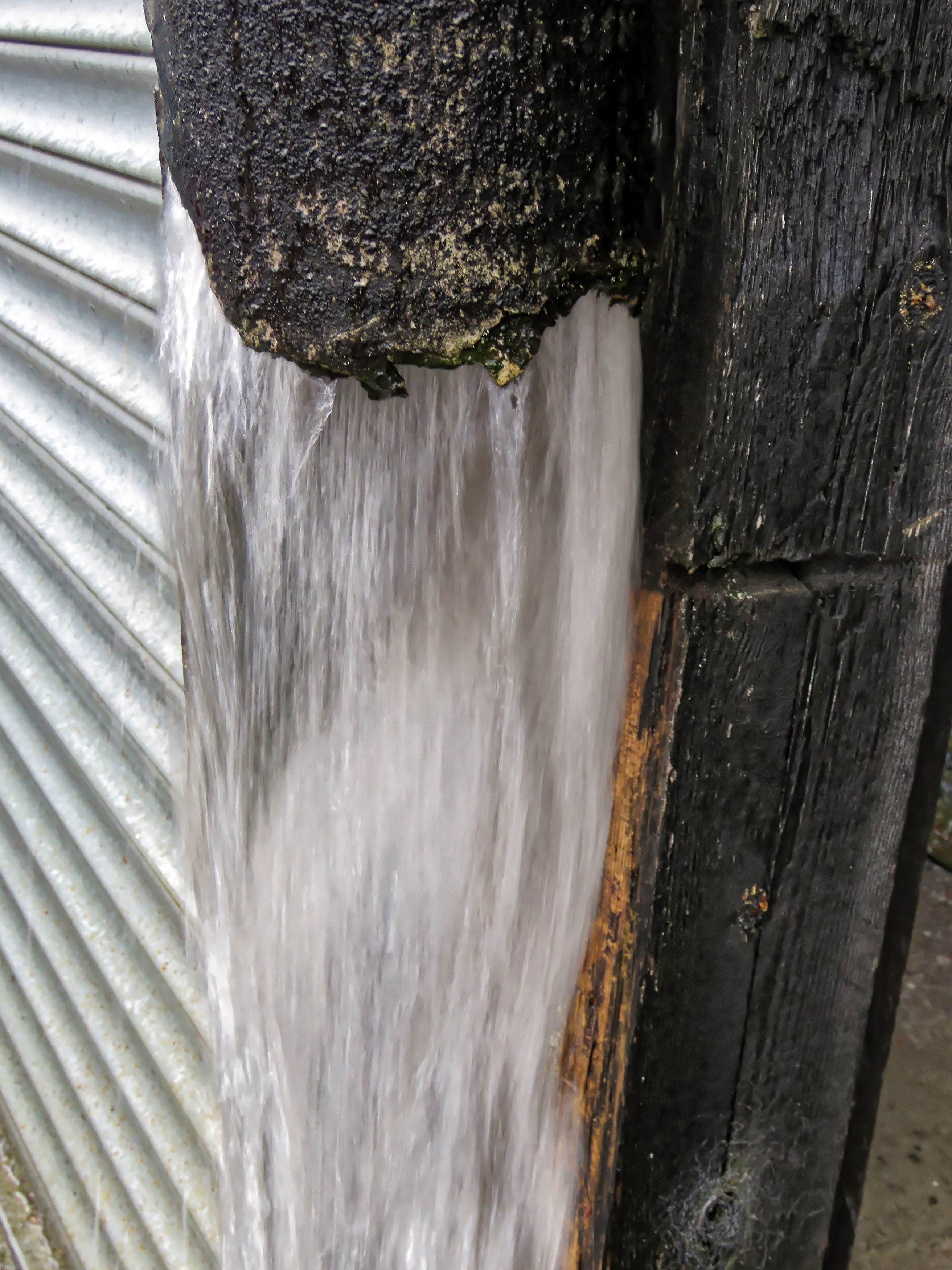
Tuyaux cassé d'évacuation d'eau pluviale (ici durant une averse), en amiante-ciment, en façade d'un magasin, dans l'Essex au Royaume-Uni

### Risques pour le système respiratoire (liés à l'inhalation)
Selon l'INRS, « les maladies liées à l’amiante représentent aujourd’hui la deuxième cause de maladies professionnelles et la première cause de décès liés au travail (hors accidents du travail) ».

Ce produit devient dangereux dans toutes les conditions où il doit être coupé, percé, poncé, meulé, cassé, broyé, démoli, déplacé sans précaution... et quand on l'utilise en milieu acide, en flocage ou fibres libres, ou en panneaux dans la construction (dans un tel cas il est sujet au sciage pour des ajustements ou pour y percer des trous, ou peut l'être par les futurs occupants du bâtiment non informés des risques). 

Dans un nombre croissant de pays, la législation impose maintenant, lors de travaux ou en cas de démolition (après un diagnostic-amiante concluant à la présence d'amiante) des précautions visant à limiter le risque de dispersion de fibres, notamment lors du bris et transports de matériaux amiantés. L'installation de sas et d'espace clos, ainsi que l'utilisation de masques, combinaisons étanches, systèmes spéciaux d'aspiration, d'emballage étanche pour le transport, changement de vêtements et douche avant de sortir du sas, etc., sont indispensables et obligatoires dans un certain nombre de pays. En France, tout chantier risquant d'émettre des fibres d'amiante doit être réalisé ou supervisé (selon les cas) par une personne à jour de la formation amiante correspondante, et suivant un protocole validé. Depuis la fin du XXe siècle la tendance est à un renforcement des contrôles et de la réglementation.

### Risques pour le système digestif (notamment liés à l'ingestion d'eau?)
Une partie de l’amiante inhalé ou ingéré transite finalement par le tube digestif.
Il n'est pas rare de retrouver de l'amiante dans l'eau du robinet ou dans le milieu aquatique (sédiment notamment). 

Cet amiante, détectable au microscope électronique peut avoir deux sources :
1. Contaminations de nappe ou de cours d'eau : L'amiante provient parfois de sources ou d'un aquifère contenant de l'amiante (contexte de roches serpentines). Ainsi a-t-on découvert dans les années 1980 dans le grand aqueduc de Californie que les crues de l'Arroyo Pasajero et des cours d'eau Cantua et Salt y avaient apporté des quantités très significatives de fibres d'amiante crysotile (jusqu'à 2,6 % en poids du sédiment de l'aqueduc). Ces sédiments ont ensuite été dragués pour éliminer le risque de remise en suspension d'amiante dans l'eau circulante[16]. La ressource en eau de Californie est parmi les plus contaminées au monde par l'amiante et les systèmes de filtration y ont selon une étude de 1984, avec des « succès très variables dans l'élimination des fibres d'amiante » ; les fortes concentrations initiales semblaient à cette époque plus difficiles à éliminer[17].
2. Contamination par les fibres de tuyaux d'adduction d'eau en amiante-ciment : C'est le cas le plus fréquent. Les taux sont généralement sous le million de fibres par litre, mais le milliard de fibres par litre a déjà été dépassé selon Weber (1991)[18]. 
En Toscane (Italie) parmi 59 échantillons d'eau du robinet analysée en 1995-1996, 24 % contenaient de l'amiante (souvent avec plus de 38 000 fibres par litre), provenant probablement dans 79 % des cas de tuyaux en amiante-ciment (pourtant exposés à une eau agressive acide et/ou pauvre en minéraux que dans 3 % des cas) ; Dans 21 % des cas, la contamination aurait pu se faire dans un aquifère contenant de l'amiante[19]. Une partie des tuyauteries d'évacuation des eaux usées sont également en amiante-ciment.

Une partie des fibres d'amiante ingérées peut traverser la paroi intestinale et s'y enkyster ou au contraire passer dans le sang, ensuite partiellement retrouvée dans l'urine ; une autre s'accumule dans certains tissus et organes (une concentration élevée d'amiante a récemment été détectée dans les cancers du côlon de travailleurs de l'amiante).
En 1991 JS Weber et JR Covey (Département de la santé de l'État de New-York) recommandaient de minimiser les taux d'amiante dans le réseau d'eau potable, en se concentrant sur les sources réelles et potentielles d'amiante.
Dès les années 1980, des études épidémiologiques et sur l'animal de laboratoire corrélaient l'ingestion d'amiante à un risque accru de plusieurs types de cancer (mais contredites par d'autres). Cette association a été confirmée par deux grandes études chez l'homme en 2015 et 2017 pour au moins deux types de cancer .
En 2017, selon l’Agence nationale de sécurité sanitaire de l'alimentation, de l'environnement et du travail (Anses), deux nouvelles études (2015, 2017) basées sur des cohortes de grande taille (respectivement 2024 personnes et 14 515 hommes ayant été exposés à l'amiante) concluent à un lien entre exposition à l'amiante et cancer du colon et cancer colorectal (avec une relation dose-réponse). 

Le cancer de l'estomac et le cancer de l'œsophage pourraient aussi être concernés (sous réserve de confirmation par d’autres études). Sur ces bases, l'Anses a fait des recommandations et a décidé de s'auto-saisir du sujet.
Ces données reposent la question d’un éventuel risque lié à l’eau potable ayant circulé dans des tuyaux en amiante-ciment (En France une extrapolation faite à partir de l’étude des canalisations de 8 départements, a estimé qu'en 2002 il y avait environ 36 000 kilomètres de canalisations en amiante-ciment, soit 4,2 % des installations totales ; mais les variations entre ces 8 départements étaient importantes : 9 % dans l’Allier, 7 % dans la Manche et la Somme).
Selon le rapport Cador (2002) l'amiante-ciment (des tuyauteries) est « souvent dégradé et pose des problèmes techniques, en particulier en environnement agressif. De nombreux départements envisagent sa dépose systématique. Avec 4 % d'amiante-ciment sur notre échantillon de huit départements, le linéaire national dans ces conditions représenterait 36 000 km, soit 3,6 milliards d'euros. Toutefois, il semblerait que des pratiques locales aient favorisé l'implantation de ce matériau en de larges proportions dans quelques départements français ». Ce rapport évoque (p. 15) un « vieillissement prématuré largement constaté » (en particulier en environnement acide) pour les tuyaux en amiante-ciment.
Filtration de l'eau : Les fibres d'amiante (issues de mines ou de tuyaux) peuvent être extraites de l'eau par divers systèmes de filtration, plus ou moins efficaces.

### Filmographie
- Poussière mortelle, le grand procès de l'Amiante, de Niccolo Bruna et Andrea Prandstraller. Documentaire relatant et diffusant des témoignages du procès à Turin, qui opposait les ouvriers victimes de l'amiante dans une usine du Groupe Eternit à Casale Monferrato en Italie. Il démontre également les conditions de travail des ouvriers du même groupe au Brésil[24].
- Cent Mille cercueils. Le Scandale de l'amiante : documentaire réalisé en 2009 par José Bourgarel. 100 000 morts en France d'ici 2025.